# La ordinele dumneavoastră!
La ordinele dumneavoastră! (titlul original: în cehă Poslušně hlásím) este un sequel al filmului Bravul soldat Svejk (1957). Este un film de comedie cehoslovac, realizat în 1958 de regizorul Karel Steklý, după romanul omonim al scriitorului Jaroslav Hašek, protagoniști fiind actorii Rudolf Hrušínský, Svatopluk Beneš, Josef Hlinomaz și František Filipovský.

## Rezumat
Josef Švejk și sublocotenentul Lukáš părăsesc Praga spre České Budějovice pentru a se alătura Regimentului 91. Ordonanța ofițerului îl insultă pe generalul-maior chel von Schwarzburg, care călătorește în civil, vorbind despre părul lui, pe care sublocotenentul îl potolește. Švejk începe curând o conversație cu ghidul și amândoi trag frâna de alarmă din tren. Soldatul este lăsat la Tábor. Unul dintre pasageri plătește amenda pentru el și îi dă bani pentru bilet. Švejk bea cu un infanterist ungur și deoarece nu are documente la el, este reținut de punctul de control militar al stației.
Pucflek pornește apoi pe jos spre Budějovice. Îl vor ajuta o bunica bătrână și un vagabond bătrân cu un cioban. În Putim, maestrul de ritm König îl avertizează pe gardianul cetnic Flanderka și pe cei doi subalterni ai săi despre spionii ruși. Flanderka îl arestează pe Švejk și este convins că a prins un spion. Se îmbătă cu el și cu concurentul seara. A doua zi, concurentul captiv este escortat la Písek. Pe drum, jandarmul se îmbată din nou și Švejk trebuie să-l transporte într-un scaun cu rotile. În Písek, se explică greșeala lui Flanderk, concurentul este închis și Švejk este transportat la České Budějovice. Între timp, Lukáš a ales o nouă ordonanță, în locul lui Švejk. Lukáš este devastat de revenirea lui Švejk și îl reține imediat. Un batalion de marș condus de hatmanul Ságner este trimis pe front. Švejek va deveni comandantul companiei a 11-a de marș a regimentului 91...

## Distribuție
- Rudolf Hrušínský – Josef Švejk
- Svatopluk Beneš – sublocotenentul Heinrich Lukáš
- Josef Hlinomaz – plutonerul major Vaněk
- František Filipovský – locotenentul Dub
- Jaroslav Marvan – directorul Flanderka
- Miloš Nedbal – general-maior von Schwarzburg
- Martin Růžek – guvernator Tayerle
- Fanda Mrázek – concurentul
- Jaroslav Vojta – ciobanul bătrân
- Alois Dvorský – rătăcitul
- Jana Kovaříková – Pejzlarka
- František Černý – hangiul
- František Šlégr – Schröder
- Otto Hradecký – guvernatorul Ságner
- Milan Neděla – soldatul Baloun (ordonanță)
- Eman Fiala – bucătarul Jurajda
- Miloslav Homola – Kunert, ordonanța lui Dub
- Ota Sklenčka – maiorul Wolf, comandantul lagărului de prizonieri
- Bedřich Vrbský – generalul Fink von Finkenstein
- František Vnouček – maiorul auditor
- Antonín Šůra – Rampa, jandarm în Putim
- Věra Ferbasová – o damă într-un bordel din Sanok
- Jiřina Steimarová – o damă într-un bordel din Sanok
- Ljuba Hermanová – Dubova, prostituata din Sanok
- Jarmila Švabíková – femeia în haină albă și pălărie neagră în Tábor

## Lansare
Filmul La ordinele dumneavoastră! a avut premiera în Praga pe data de 3 ianuarie 1958.
În România premiera filmului a avut loc la data de 18 ianuarie 1960 la cinematografele „Victoria” și „Gh. Coșbuc” din capitală.